# Dolmens de la Fontaine de Son
Les dolmens de la Fontaine de Son, appelés aussi dolmens de la Fontaine-Desson ou dolmens de la Fontaine Balleron, sont situés sur le territoire de la commune des Saint-Léger-de-Montbrillais, dans le département de la Vienne.

## Protection
Les deux dolmens sont classés au titre des monuments historiques par arrêté du 26 octobre 1955,.

## Dolmenno1
C'est un dolmen de type angevin avec portique, ouvrant au nord-est. Toutes les dalles sont en grès. L'ensemble de l'édifice s'étire sur environ 7,50 m de longueur. La chambre mesure environ 4,80 m de long sur 2,20 m de large. Les blocs visibles au sol pourraient correspondre aux vestiges de l'antichambre. La table de couverture, désormais brisée en deux parties, repose sur trois longs orthostates. Un quatrième est renversé et la cinquième dalle visible sous la table de couverture pourrait être la dalle de chevet.
D'après les plans et croquis anciennement dressés, le dolmen n'a pas subi trop de dommage depuis le XIXe siècle.
Aucun matériel archéologique associé au dolmen n'est connu.

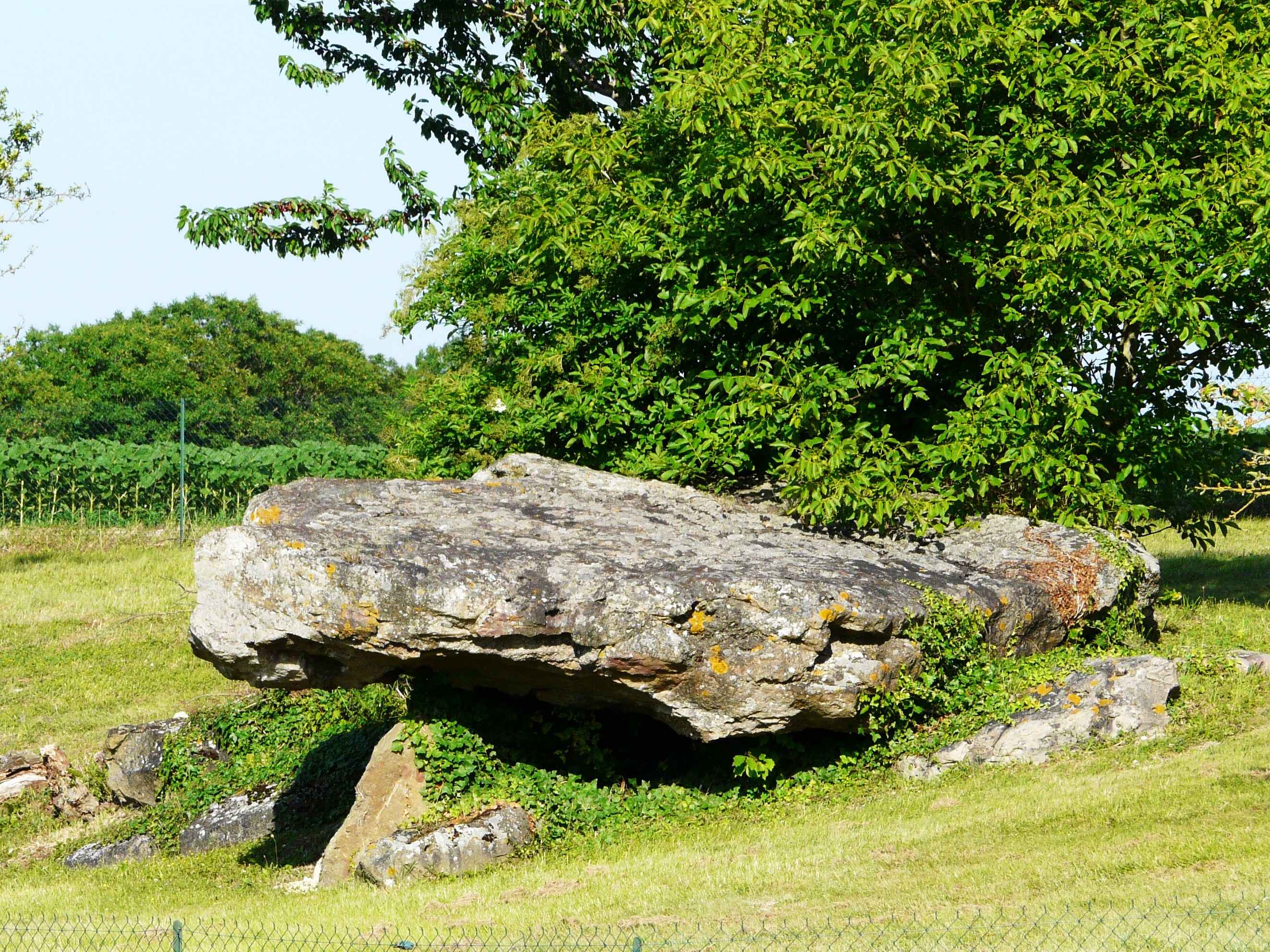
Dolmen n°2

## Dolmenno2
Le dolmen est en partie ruiné. Il comporte une monumentale table de couverture de 6 m de longueur sur 4,50 m de largeur reposant sur cinq piliers. Plusieurs autres blocs sont dispersés autour de l'édifice. Selon un plan dressé par Le Touzé de Longuemar, le monument était déjà très endommagé au XIXe siècle.
Aucun matériel archéologique associé au dolmen n'est connu.